# José Francisco Lorca Navarrete
José Francisco Lorca Navarrete (Íllora, Granada, 18 de octubre de 1944 - Málaga, 6 de julio de 2000) fue un profesor español.

## Biografía
Catedrático de Derecho Natural y Filosofía del Derecho de la Universidad de Málaga, realizó sus estudios de Derecho en la capital granadina obteniendo en 1971 el grado de Doctor en Derecho por esa Universidad. En 1972 se incorporó a la Facultad de Derecho de la Universidad de Sevilla a instancias del que sería su gran maestro, Francisco Elías de Tejada. A partir de esta fecha impartió clases en la Universidad Hispalense así como en los recién creados Colegios Universitarios de Jerez de la Frontera y de Córdoba. En 1975 consiguió por oposición la plaza de adjunto numerario en la Facultad de Derecho de Sevilla y en 1988 la Cátedra de Derecho Natural y Filosofía del Derecho en la Facultad de Málaga, de la que estaba encargado desde su creación en el curso 1979/1980 y en la que dictó la lección de apertura académica el 15 de enero de 1980. 
Vinculado a la rica tradición de la Escuela de Derecho Natural española, fue uno de los más importantes autores iusnaturalistas de finales del siglo XX en España. Su obra " Temas de Teoría y Filosofía del Derecho " desarrollo del anterior " Justicia-Libertad:los fundamentos filosóficos del Derecho " es posiblemente uno de los manuales universitarios más completos sobre dicha disciplina que se escribieron en esos años y que aún se sigue utilizando por su actualidad. Si importante fue su labor investigadora con numerosas publicaciones - 46 - no menos fue su actividad política iniciada durante su etapa sevillana, siendo uno de los firmantes del Pacto Autonómico de Andalucía en Antequera el 4 de diciembre de 1978 y por cuya participación recibió con fecha 14 de abril de 1999 el reconocimiento institucional del Gobierno de Andalucía junto a los demás firmantes.
Ingresó a instancias de Manuel Fraga Iribarne en Alianza Popular siendo su Presidente Provincial en Málaga entre los años 1982-1986 y Vicepresidente en Andalucía, realizando una importante labor de consolidación y democratización de ese Partido en la Provincia, contribuyendo positivamente a los resultados en las elecciones municipales de 1983 – en las que fue candidato a la Alcaldía de Málaga y Diputado Provincial- así como a los resultados obtenidos por la Coalición Popular en las elecciones generales y autonómicas de 1986, consiguiendo un escaño al Parlamento Andaluz encabezando la lista de Málaga. 
Desencantado con la actividad política se centró exclusivamente en su fecundo trabajo universitario a partir del año 1990, dejando como fruto de dicha experiencia dos trabajos esenciales para el conocimiento de las bases filosóficas, históricas y políticas del proceso autonómico andaluz, en sus conocidas obras " Pensamiento jurídico y social en Andalucia" y "Crónicas políticas: el proceso autonómico andaluz".
- Datos: Q5939801